# Sühbaatar (cidade)
Sühbaatar ou Sükhbaatar (em mongol:  Сүхбаатар, em russo:  Сухэ-Батор) é a capital da província (aimag) de Selenge no norte da Mongólia. Está situada às margens do rio Orkhon.

## História

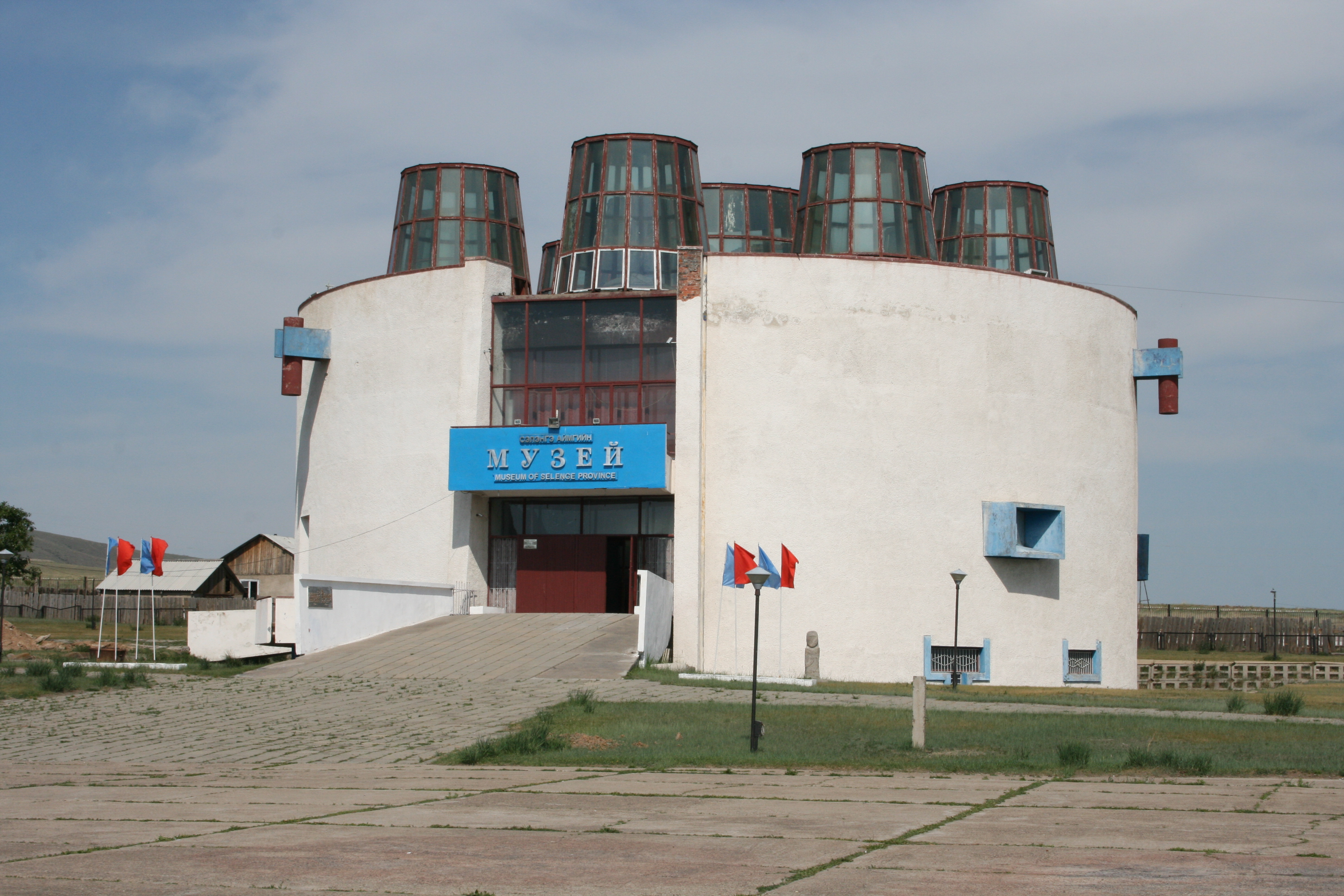
Museu de Selenge

A cidade foi fundada em 1940 e nomeada após o líder revolucionário mongol Damdin Sükhbaatar.